# Мандич, Милица
Милица Мандич (серб. Milica Mandić / Милица Мандић, род. 6 декабря 1991 года в Белграде) — сербская тхэквондистка, двукратная олимпийская чемпионка в категории свыше 67 кг (2012 и 2020), первая олимпийская чемпионка от Сербии и лучшая спортсменка 2012 года в Сербии. Чемпионка мира 2017 года, серебряный призёр первых Европейских игр 2015 года (категория свыше 67 кг), многократный призёр чемпионатов Европы.